# Małgorzata Kopiczko
Małgorzata Kopiczko z domu Choma (ur. 18 stycznia 1967 w Ełku) – polska polityk, nauczycielka i samorządowiec, senator IX i X kadencji (2015–2023), wicestarosta powiatu ełckiego (od 2024).

## Życiorys
Absolwentka Wydziału Pedagogicznego Uniwersytetu Warszawskiego (studiowała w filii UW w Białymstoku). Odbyła studia podyplomowe z zakresu filologii polskiej, zarządzania oświatą i doradztwa zawodowego. Podjęła pracę w zawodzie nauczycielki (w 2012 wyróżniona tytułem profesora oświaty). Była dyrektorką szkoły podstawowej w Chełchach, a 2007 objęła stanowisko dyrektorki Szkoły Podstawowej nr 2 w Ełku.
W kadencji 1998–2002 zasiadała w radzie powiatu ełckiego z listy Akcji Wyborczej Solidarność. W 2006 kandydowała na wójta gminy Ełk z ramienia komitetu Dobro Wspólne 2006, zajmując 4. miejsce spośród 7 kandydatów. W latach 2010–2015 była ponownie radną powiatową (ponownie startując z ramienia Dobra Wspólnego) i jednocześnie nieetatowym członkiem zarządu powiatu.
W wyborach parlamentarnych w 2015 z ramienia komitetu PiS (jako bezpartyjna kandydatka rekomendowana przez Polskę Razem) została wybrana do Senatu IX kadencji w okręgu ełckim. 1 kwietnia 2016 ogłosiła wstąpienie do Prawa i Sprawiedliwości. W wyborach w 2019 z powodzeniem ubiegała się o senacką reelekcję. Była członkiem rady Fundacji Rozwoju Systemu Edukacji. W 2023 nie została wybrana na kolejną kadencję. W 2024 uzyskała mandat radnej Sejmiku Województwa Warmińsko-Mazurskiego VII kadencji. W maju tego samego roku została powołana na wicestarostę powiatu ełckiego, tracąc mandat w sejmiku.

## Życie prywatne
Jest mężatką, ma dwie córki.

## Odznaczenia
Odznaczona Brązowym Krzyżem Zasługi (2012).